# Pier Francesco De Martinis
Pier Francesco De Martinis (Civitavecchia, 31 agosto 1917 – ...) è stato un calciatore italiano, di ruolo centrocampista.

## Carriera
Inizia la carriera nel Civitavecchia, con cui nella stagione 1936-1937 e nella stagione 1937-1938 gioca in Serie C. La società nerazzurra nel 1938 lo cede in prestito al Pisa, in Serie B; a fine stagione viene acquistato dalla squadra toscana, che lo conferma per la stagione successiva, nella quale gioca 18 partite in Serie B, senza segnare. Rimane al Pisa fino al termine della stagione 1942-1943, tornandovi, dopo la pausa bellica, nella stagione 1945-1946, per un totale di 83 presenze e 3 reti.